# سهر (برزاوند)
سهر (بالفارسية: سهر) هي قرية تقع في إيران في قسم برزاوند الريفي.